# Північний захід штату Ріо-де-Жанейро (мезорегіон)
Північний захід штату Ріо-де-Жанейро (порт. Mesorregião do Noroeste Fluminense) — адміністративно-статистичний мезорегіон в Бразилії, входить в штат Ріо-де-Жанейро. Населення становить 315 902 чоловік на 2006 рік. Займає площу 5373,545 км². Густота населення — 58,8 чол./км².

## Склад мезорегіону
В мезорегіон входять наступні мікрорегіони:
1. Ітаперуна
2. Санту-Антоніу-ді-Падуа

| Бразилія | Це незавершена стаття з географії Бразилії. Ви можете допомогти проєкту, виправивши або дописавши її. |